# Come in cielo così in guerra
Come in cielo, così in guerra è un album del cantautore italiano Cristiano De André, pubblicato nel 2013 è uscito il 2 aprile dello stesso anno. Diversi brani vedono come coautore Oliviero Malaspina, che riprende così la storica collaborazione con Cristiano.
L'album è prodotto da Corrado Rustici e dopo l'uscita viene presentato dal vivo in una tournée omonima, dove Cristiano viene accompagnato da Osvaldo Di Dio alle chitarre, Davide Pezzin al basso e contrabbasso, Davide Devito alla batteria e Daniele Dupuis alle tastiere e sequence. 

## Riedizione
Nel febbraio 2014 viene pubblicata la riedizione dell'album, che contiene anche i brani Invisibili ed Il cielo è vuoto, presentati dall'artista al Festival di Sanremo 2014.

## Tracce
1. Invisibili – 3:46
2. Il Cielo E' Vuoto – 3:42
3. Non è una favola – 3:36
4. Disegni nel vento – 4:17
5. Credici – 4:10
6. Il mio esser buono – 4:16
7. Il vento soffierà – 3:55
8. Ingenuo e romantico – 4:32
9. Sangue del mio sangue – 3:41
10. Vivere – 3:41
11. La stanchezza – 3:13
12. La bambola della discarica – 2:28

## Classifiche
| Classifica (2014) | Posizione massima |
| ----------------- | ----------------- |
| Italia            | 30                |

## Formazione
- Cristiano De André - voce, chitarra, bouzouki, violino
- Michael Urbano - batteria
- Corrado Rustici - tastiera, chitarra
- Kaveh Rastegar - basso
- Matteo Gamberini - chitarra acustica, pianoforte
- Frank Martin - pianoforte